# 白き鋼鉄のX2
『白き鋼鉄のX2』（しろきこうてつのイクス ツー、Gunvolt Chronicles: Luminous Avenger iX 2）は、インティ・クリエイツより2022年1月27日に発売されたゲームソフト。対応プラットフォームはNintendo Switch・PlayStation 5・PlayStation 4・Xbox Series X/S・Xbox One・Steam。
キャッチコピーは「2DアクションのX(極限)突破(ブレイク)」

## 概要
『ロックマンゼロシリーズ』などの制作に携わったインティ・クリエイツによる2D横スクロールアクションゲーム。『蒼き雷霆 ガンヴォルト』のスピンオフシリーズである『白き鋼鉄のX』の第2作にあたる。
前作からアクション関連の細かい変更点が多くなっている。主なものとしては、前作ではどちらも射撃で攻撃していた通常攻撃を、本作では素の状態で繰り出す威力特化の近接攻撃「ブレイクホイール」と、ブリッツダッシュによる突進ロックオンからの「サーチ射撃攻撃」に分け差別化を図っている。ブレイクホイールの威力が高く、これにより敵を連続して素早く破壊することが可能になった。ブレイクホイールは移動しながら前方に展開し続けることもでき、前作でのカゲロウやフラッシュフィールドに代わり相手の飛び道具を打ち消すこともできる。
本作のブリッツダッシュは、通常時では1回のみかつ接触による回数回復が起きない制約が掛けられるようになったが、「オーバードライブ状態」ではゲージ制となり、ブリッツダッシュ後に徐々にゲージを消費する代わりにゲージが続く限り何回でも行えるようになり前作より強化される他、従来と同じくブリッツダッシュ接触によるゲージ回復が行える。
地上下でのダッシュは「リコイルダッシュ」に強化され、障害物やザコを弾き飛ばしたり、相手の防御体勢を崩すことができる。

## ストーリー
世界を流浪していたアキュラは、マイナーズの虐殺を行っていた人類進化推進機構「スメラギ」の管理AI・デマーゼルと名乗っていたアシモフ、彼の野望の手駒とされていたバタフライエフェクトと化した妹のミチルを破壊して平和を取り戻した。
平和な世界でかつての科学者としての行動をしていたアキュラは、いつの間にか手にしていたオーバーテクノロジーの産物「キーライフル」の暴走で発生したワームホールによって、RoRo、コハクと共に飲み込まれてしまう。
アキュラが気付いた場所は人類が大昔に滅び、今では作業用機械「ワーカー」しか存在しない世界だった。アキュラが最初に出会ったワーカーのヌルと共に、帰還の唯一の手掛かりとなりそうな施設「グレイヴピラー」に足を踏み入れる。

## 登場キャラクター

### メインキャラクター
アキュラ
声 - 内田雄馬
主人公。
かつて世界を救った寡黙な天才科学者で、「白き鋼鉄のX(イクス)」と呼ばれる。
今作では近接戦闘形態「ブレイクシフト」と高機動形態「ブリッツシフト」の二形態をシームレスに切り替えて戦う。
RoRo
声 - 峯田茉優
アキュラが開発した「バトルポット」と呼ばれる自立思考型ロボットで、アキュラの戦闘をサポートする。
普段は球状の姿で、特殊な歌の力でアキュラをオーバードライブ状態に強化する際は、人型の「モードディーヴァ」に変身する。
また、今作では「モードヒーリング」と呼ばれる、アキュラを完全回復させるヒーラー姿にも変身できる。
異世界のネット上でも歌姫として活動し、ワーカーの間で密かに流行している。
コハク
声 - 花守ゆみり
以前、アキュラと共に戦った、前向きで元気いっぱいな人間の女の子。
アキュラ達と異世界に飛ばされグレイヴピラーを昇っていたが、マザーの命令に従ったイプシロンに攫われてしまう。
ヌル
声 - 諸星すみれ
異世界に飛ばされてきたアキュラ達に最初に出会い、保護したワーカーの少女。
誰に対しても丁寧な姿勢で、純真無垢な性格。
ワーカーにとっての創造主である人間、アキュラやコハクに対してお役に立ちたいと考えている。
本作に登場するワーカーは、素体となる基礎フレームにPixというプログラム粒子を纏わせる事で外観や性格が形成される。
イプシロン
声 - 内田雄馬
「アキュラ」のデータをコピーして生まれたワーカー。
思考回路はアキュラに対する敵愾心と、マザーに対する忠誠心に満ちている。
他のワーカーの能力をコピーして、自身を徐々に強化していく。
マザー
声 - 峯田茉優、花守ゆみり（コハク憑依時）
グレイヴピラーを管理するAIで、ある理由からコハクの肉体を乗っ取る。その正体は平行世界のRoRo。
???
声 - 内田雄馬
ハードモードでイプシロンの代わりに現れる、謎に包まれた人物。その正体は本作の世界で「マスター」と呼ばれる平行世界のアキュラ。

### 墓守
デイサイト
声 - 藤堂駿介
最古参の傭兵風の墓守。
闘争心の強いプログラムがなされているが、グレイヴピラーを守るために人間と戦う自分に疑問を持ち始めていた。
人類が滅亡後、虚しさを感じつつ使命に背くことはできず、自らの闘争心を押し殺すようになった。
HPが少ない時や再戦時は、体から出る炎が青くなる。
通常の攻撃はフレイムフィスト、チャッカーナイフ、バックドラフトナックル、インフェルノドロップ。
スペシャルスキルはメギドゲイザー。
ヴェスパ
声 - 藤田茜
特殊プロペラによって風を操り飛行する墓守。
開発コンセプトの違いに過ぎないものの、兄であるオートクロムがジェットエンジンや光学武器を搭載していることにコンプレックスを感じている。
その逃避から、プロペラ装備は格式高いのだと主張し始め、お嬢様口調で話すようになった。
通常の攻撃はボンバーデメント、オラージュリーゼ、プロンジューズデロンフェール、ラファルデミシル。
スペシャルスキルは黄昏時のプリュイ。
オートクロム
声 - 佐藤拓也
戦闘機モードに変形する可変式ワーカーで、光学武器を搭載している墓守。
妹のヴェスパと連携運用を想定した設計がなされているが、奇行の多い妹に振り回されており、アキュラと戦うまで運用されたことはなかった。
実直な優等生タイプで、墓守の中では一番の常識人で、グレイヴピラー内の光学兵器の管制を任されている。
通常の攻撃はベンディングビーム、バスターライズ、エイミングレイ、オプティクラウンド。
スペシャルスキルはドゥームズデイブラスト。
ヴェスクロム
声 - 佐藤拓也、藤田茜
オートクロムとヴェスパがスペシャルスキル「コネクティッドグランドクロス」で合体した姿。
ブリガド
声 - 山谷祥生
デイサイトを隊長と呼んで慕っている少年兵風の墓守。
機動性が高い白兵戦主体のワーカーだが、大艦巨砲主義に染まり始め大型アーマー「ヘヴィヴァサルト」を駆って戦うようになった。
ヘヴィヴァサルトの攻撃は、マイクロミサイルポッド、ガトリングスコール、ジャッジメントブレード。
スペシャルスキルはファイナルオペレーションで、ヘヴィヴァサルトから降り単身で戦う。
ブリガド改は最初から単身で、スペシャルスキルは制限時間以内に倒して脱出ステージをクリアしないと強制ミスになるターミナルデストラクション。
ヘイル
声 - 関根明良
おっとりした、いつも眠たげな墓守。
デイサイトに次ぐ古参の墓守だが、人間と戦うことにデイサイトほど深く考えてはいない。
物静かな場所で眠ることが大好きで、人類滅亡後は、やることもなく寒冷地ブロックの奥で眠っている。
通常の攻撃はコールドリング、スノースパイク、フロストジャベリン、アイスマウンテン、フリーズビット。
スペシャルスキルはスタグネーションワールド。
スラグ
声 - 古川慎
淡々と命令をこなす高機動タイプのワーカーで、処刑人の墓守。
他の墓守からも詳しく素性は知られておらず、実際には任務が与えられない限り、一日中何もせずじっとしている。
代替わりを繰り返している墓守で、一族代々、己を厳しく律することを教え込まれている。
通常の攻撃はクイックループ、トライインパクト、ワイルドフラッシュ、φ(ファイ)シュート、デスイリュージョン。
スペシャルスキルはツインメテオバースト。

### 中ボス
ウッドゴーレム
密林ブロック、最上階への通路の中ボス。
バスタールーム
ラボブロックの中ボス。
アイスインゾード
寒冷地ブロックの中ボス。

## EXウェポン
アンカーネクサス
初期装備。
一番近い敵に糸が繋がり、ブリッツダッシュが追尾するようになる。
アビリティのルシフェルメイスを装備すると攻撃力が上がる。
メギドバースト
デイサイトから入手。
ボタン長押しで三段階にサイズと威力が変化する火球を発射する。
最大の火球は敵の盾などを貫通する。
茨や紫色の氷を燃やせたり、寒冷地ブロックのシャッターの仕掛けを起動できる他、再生するザコや蔓を完全に破壊できる。
スピンチョッパー
ヴェスパから入手。
プロペラで上昇しながら切り裂く対空技を繰り出す。
二段ジャンプや、ブレイクホイールの硬直キャンセルとしても利用できる。
ロックオンすると、ロック対象に向かって飛ぶ小型のプロペラを2個追加で飛ばす。
オプティックラウンド
オートクロムから入手。
バリアを張った上で、十字にレーザーを4本同時に発射する。
次回攻撃すると十字からＸ字に攻撃方向が変化し、その次は十字に戻る。
ロックオンすると、ロック対象へ4本のレーザーが同時に必中する。
ガトリングスコール
ブリガドから入手。
ガトリング砲がセットされ、緑色のブロックを破壊できるガトリング弾を連射する。
タイムフリーザー
ヘイルから入手。
時の流れを凍てつかせて、画面全体をスローにする他、微弱なダメージを与え続ける。
ロックオンすると、ロック対象を停止させる。
ラピッドリッパー
スラグから入手。
アイテムを回収できる、弧を描いて飛ぶブーメランを発射する。

## ミッション

### グレイヴピラー外
ピラー周辺
砂漠と廃墟内を進む。
沈む砂とリコイルダッシュで押せるブロックの仕掛けがある。
ボスはイプシロン(一戦目仕様)。

### グレイヴピラー下層
火山ブロック
前半は火山外で溶岩や大岩、後半は火山内部で追ってくるマグマの仕掛けがある。
ボスはデイサイト。
密林ブロック
前後半共通で川と滝があり、滝の横の壁はキッククライミングができない。
前半は再生する蔓、後半は茨の仕掛けがあり、中ボスのウッドゴーレムがいる。
ボスはヴェスパ。
上層への通路
アキュラを加速して飛ばす仕掛けがあり、ザコラッシュもある。
ボスはイプシロン(二戦目仕様)。

### グレイヴピラー上層
ラボブロック
前半は歯車と連動した電流と小さいレーザー、後半は巨大レーザーの仕掛けがあり、中ボスのバスタールームがいる。
ボスはオートクロム。
工場ブロック
前半は運搬リフト、爆発するドラム缶、ザコラッシュ、後半はベルトコンベア、地雷の仕掛けがある。
ボスはブリガド(ヘヴィバサルト搭乗)。
寒冷地ブロック
全域で地面が滑る場面が多い。
前半は雪山で吹雪、シャッターの仕掛けがあり、中ボスのアイスインゾードがいる。後半は氷の洞窟内部で、太い氷柱の仕掛けがある。
ボスはヘイル。
宇宙ブロック
ボスエリアを除いた全域で重力が低く、前半は降り続ける隕石の仕掛けがある。後半は小惑星地帯がある。
ボスはスラグ。
最上階への通路
今までの仕掛けが何種類か置かれている。茨は機械化、迫ってくるマグマは紫色になっている。
中ボスはウッドゴーレム、ボスはヴェスパとオートクロムの二人と同時に戦い、合体してヴェスクロムになる。

### グレイヴピラー最上階
最上階エントランス
ボスはイプシロン(三戦目仕様)。
天上の楽園1
前半はデイサイト、ヘイル、スラグと再戦する。
ボスはブリガド改で、倒した後も脱出ステージが続く。
天上の楽園2
ボスはマザー第一形態、第二形態。

### クリア後
VSデイサイト
VSヴェスパ
VSオートクロム
VSブリガド
VSヘイル
VSスラグ
VSイプシロン
ボスのイプシロンは二戦目仕様。
VSヴェスクロム
VSブリガド改
VSマザー
ボスラッシュ
イプシロンは三戦目仕様。

## DLCゲスト参戦作品
以下はDLCとして、主人公等がゲストボスとして参加する。勝利すると特殊なアビリティを獲得できる。また、参戦元の作品にも、『X2』に関連したコラボを実施。
- COGEN: 大鳥こはくと刻の剣 - Unityのマスコットキャラクター大鳥こはくが主人公を務める作品。こちらはパッケージ版でも付属する。参戦元の作品には、アキュラがプレイアブルキャラクターとして登場。
- Dusk Diver2 崑崙靈動 - 主人公のヤン・ユモが参戦。ダスクダイバー2本編では日本語音声も収録されているが、当DLCでは台湾現地のCVで新規ボイスを取りおろしている関係上、表現の一環として互いの作品間での言葉が一切通じない設定になっている。参戦元作品にはRoRoが登場し、ヤンのRoRo風コスチュームを入手できるほか、ブレイクホイールを模した技も使用できる。
- ブラスターマスターゼロシリーズ - 『ゼロ 3』トゥルーエンディング後のジェイソンとその一行が搭乗機のソフィアJ1と共に登場。また、本シリーズでは同作の「キーライフル」がこちらの世界へ流れ着いた設定となっており、ジェイソンもアキュラに対して何らかの役に立ったと言及する。尚、『ゼロ 2』では、アキュラがプレイアブルキャラクターとして参戦している。
- ぎゃる☆がんシリーズ - くろなが登場。くろな自体は『マイティガンヴォルト バースト』でもプレイアブルキャラとして登場。『だぶるぴーす』に登場する神園しのぶと神園真夜はアキュラの血縁者と思われ、『蒼き雷霆 ガンヴォルト 爪』のノワは後のくろなの異名である「傾国の誘惑者」と呼ばれている設定が存在する。
- 蒼き雷霆 ガンヴォルト 鎖環 - 主人公の一人である、きりんが登場。『鎖環』発売前の異例のゲスト参戦となっている。『鎖環』発売後に判明した事として、きりんの時系列が『鎖環』の真エンド後となっており、使用する技も隠し要素の「きりんXX」のモチーフ元となっている。『蒼き雷霆 ガンヴォルト トライアングルエディション』の今後のアップデートで、本作のアキュラがプレイアブルキャラクターとして追加予定。

## 挿入歌
各ステージでクードス1000に到達した際や復活時に流れる挿入歌。
『命題：＞（コマンドプロンプト）』
歌：RoRo（CV:峯田茉優）
作詞：ハコファクトリィ
作曲：川上領
編曲：ヨナオケイシ
ステージ：ピラー周辺、上層への通路
『愛のありか』
歌：RoRo（CV:峯田茉優）
作詞：ハコファクトリィ
作曲：川上領
編曲：ヨナオケイシ
ステージ：火山ブロック
『秒読みスタートダッシュ！』
歌：RoRo（CV:峯田茉優）
作詞：ハコファクトリィ
作曲：山田一法
編曲：ヨナオケイシ
ステージ：密林ブロック
『好奇心イコール可能性！』
歌：RoRo（CV:峯田茉優）
作詞：ハコファクトリィ
作曲：川上領
編曲：ヨナオケイシ
ステージ：ラボブロック
『もうひとりじゃない』
歌：RoRo（CV:峯田茉優）
作詞：ハコファクトリィ
作曲：山田一法
編曲：ヨナオケイシ
ステージ：工場ブロック
『あいうえおまじない』
歌：RoRo（CV:峯田茉優）
作詞：ハコファクトリィ
作曲：山田一法
編曲：ヨナオケイシ
ステージ：寒冷地ブロック
『つなげて新世界』
歌：RoRo（CV:峯田茉優）
作詞：ハコファクトリィ
作曲：川上領
編曲：ヨナオケイシ
ステージ：宇宙ブロック
『鎮花祭（エグゾシス）』
歌：RoRo（CV:峯田茉優）
作詞：ハコファクトリィ
作曲：山田一法
編曲：ヨナオケイシ
モード・アウェイクニング発動